# Igor Jesus (ur. 2001)
Igor Jesus Maciel da Cruz (ur. 25 lutego 2001 w Cuiabie) – brazylijski piłkarz z obywatelstwem emirackim występujący na pozycji napastnika, od 2024 roku zawodnik Botafogo.